# Schobertsreuth
Schobertsreuth ist ein Gemeindeteil der Gemeinde Mistelgau im Landkreis Bayreuth (Oberfranken, Bayern). Schobertsreuth liegt in der Gemarkung Creez.

## Geografie
Der Weiler liegt am Kaltenbrunnen, dem rechten Oberlauf der Weides, die ein linker Zufluss der Truppach ist. 0,6 km nordöstlich befindet sich der Schobertsberg (543 m ü. NHN). Eine Gemeindeverbindungsstraße führt an Obere Culm vorbei nach Mistelgau zur Staatsstraße 2185 (2 km nordwestlich) bzw. an Lenz, Voitsreuth und Gubitzmoos vorbei nach Creez zur Staatsstraße 2163 (2,1 km südöstlich). Anliegerwege führen nach Schobertsberg (0,6 km nördlich), Moosing (0,5 km südöstlich) und Laimen (0,7 km südöstlich).

## Geschichte
```
Zur 
Realgemeinde
 Schobertsreuth gehörten 
Hundshof
 und 
Lenz
. Gegen Ende des 18. Jahrhunderts bestand Schobertsreuth aus vier 
Halbhöfen
. Die 
Hochgerichtsbarkeit
 stand dem 
bayreuthischen
 
Stadtvogteiamt Bayreuth
 zu. Das 
Hofkastenamt Bayreuth
 hatte die 
Dorf- und Gemeindeherrschaft
 sowie die 
Grundherrschaft
.
[
5
]
```

Von 1797 bis 1810 unterstand der Ort dem Justiz- und Kammeramt Bayreuth. Mit dem Gemeindeedikt wurde Schobertsreuth dem 1812 gebildeten Steuerdistrikt Pettendorf zugewiesen. Zugleich entstand die Ruralgemeinde Schobertsreuth, zu der Hundshof, Lenz, Obere Culm, Schobertsberg und Untere Culm gehörten. Mit dem Gemeindeedikt von 1818 erfolgte die Eingemeindung nach Creez. Am 1. April 1971 wurde Schobertsreuth im Zuge der Gebietsreform in Bayern in die Gemeinde Mistelgau eingegliedert.

### Einwohnerentwicklung
| Jahr      | 001819 | 001822 | 001861 | 001871 | 001885 | 001900 | 001925 | 001950 | 001961 | 001970 | 001987 |
| Einwohner | 40 *   | 56 +   | †      | 44     | 50     | 43     | 34     | 33     | 26     | 25     | 28     |
| Häuser    |        | 9 +    |        |        | 6      | 7      | 6      | 7      | 7      |        | 7      |
| Quelle    | [ 9 ]  | [ 6 ]  | [ 10 ] | [ 11 ] | [ 12 ] | [ 13 ] | [ 14 ] | [ 15 ] | [ 16 ] | [ 17 ] | [ 1 ]  |

## Religion
Schobertsreuth ist evangelisch-lutherisch geprägt und nach St. Bartholomäus (Mistelgau) gepfarrt.